# Caps Lock

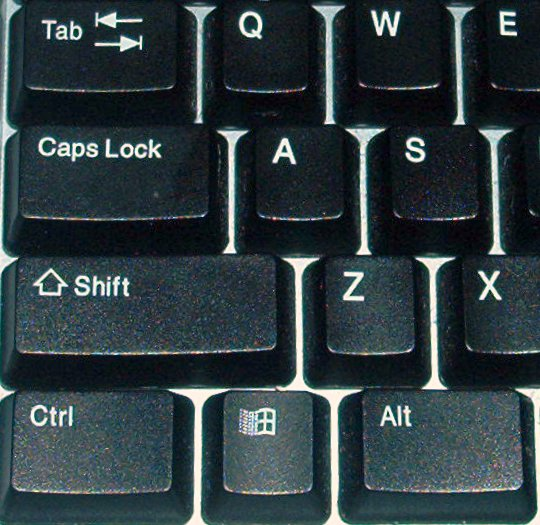
A tecla Caps Lock num teclado

Caps Lock (também: Shift Lock, às vezes com símbolo: ⇩, em português: trava-maiúsculas, ou até mesmo "Fixa") é uma tecla do teclado de um computador que aciona o modo caixa alta do teclado fazendo com que todos os caracteres do tipo letra, digitados após seu acionamento, sejam exibidos em sua forma maiúscula.
Em inglês a palavra caps é uma forma reduzida do termo capitals o qual, por sua vez, remete à expressão formal capital letters, ou seja, letras capitais (letras maiúsculas) em português.
A origem da palavra CAPS LOCK  significa letras capitais que são letras maiores que a normal, ou seja, maiúsculas, ela ativada deixa as letras fixadas em maiúsculas. Há teclados mais modernos que trazem o nome agora de Fixa.

## História
A tecla era inicialmente chamada de Shift Lock e surgiu na máquina de escrever do modelo Remington Junior, lançada em 1914. Seu nome derivou da tecla Shift, usava para acionar temporariamente os tipos de caixa alta.
Os computadores, inspirados nas máquinas de escrever, também possuem a tecla. O primeiro a ter a tecla foi o Datapoint 2200, de 1970, e a tecla se tornou padrão em 1984 com o lançamento do IBM Model M, que determinou o layout usado até hoje.

## Uso na internet
Na etiqueta da internet, digitar com todas as letras maiúsculas atua como indicador de tom de grande intensidade, indicando que o usuário está gritando, o que pode ser considerado agressivo ou falta de educação.